# Fortyfikacja stała

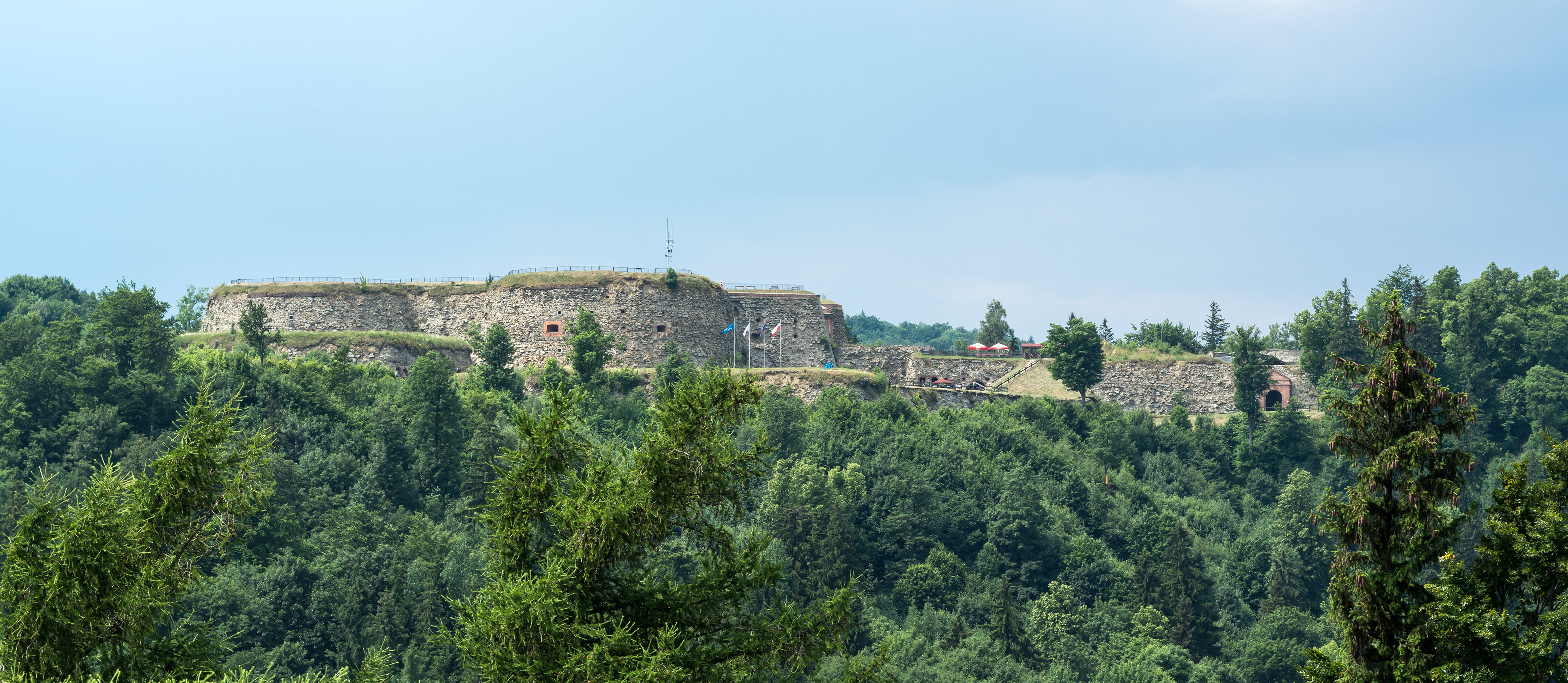
Twierdza Srebrnogórska

Fortyfikacja stała – zespół obiektów fortyfikacyjnych zbudowanych na stałe, a nie na potrzeby bieżących działań wojennych. Fortyfikacje stałe dzieli się na:
- umocnienia nadgraniczne (Wielki Mur Chiński, Mur Hadriana, limes, linia Maginota)
- umocnienia w głębi kraju, zbudowane w ważnych strategicznie rejonach (Wawel, Twierdza Modlin)

Umocnienia tego typu buduje się w czasie pokoju, fortyfikacja stała ma zatrzymać uderzenie wroga (zwłaszcza początkowe) i dać czas na zmobilizowanie oraz przegrupowanie własnych sił zbrojnych.